# Dmitrij Ostrowski
Dmitrij Nikołajewicz Ostrowski (ros. Дмитрий Николаевич Островский. ur. 28 marca 1856, zm. 30 marca 1938 w Paryżu) – rosyjski urzędnik konsularny i dyplomata.

## Życiorys
Absolwent Uniwersytetu w Petersburgu (Санкт-Петербургский Государственный Университет – СПбГУ). Do służby państwowej wstąpił 30 czerwca 1878. W 1889 powierzono mu funkcję konsula w Hammerfest w płn. Norwegii, gdzie przebywał do 1893; następnie był konsulem w Kłajpedzie (Memel) – (1893-1895), i w Newcastle upon Tyne (1895-1897).
W latach 1897–1898 pełnił funkcję wicegubernatora w Archangielsku. Następnie powrócił do służby dyplomatycznej – był konsulem w Lipsku (1898-1899) i konsulem generalnym w Gdańsku (1899-1914), skąd został ewakuowany wraz z wybuchem I wojny światowej. Do 1929 był cerkiewnym starostą (церковный староста) soboru św. Aleksandra Newskiego w Paryżu.
Rangi urzędnicze: radcy kolegialnego (1889), radcy stanu (1893), rzeczywistego radcy stanu (1904).
Nagrodzony: Św. Stanisława 2 kl. – 1 kwietnia 1890; Św. Anny 2 kl. – 2 kwietnia 1895; Św. Włodzimierza 3 kl. – 1910; Św. Stanisława 1 kl. – 1915.
Został pochowany na cmentarzu Sainte-Genevieve-des-Bois pod Paryżem.
Ostrowski był autorem przewodnika po północnej Rosji (Путеводитель по Северу России: Архангельск. Белое море. Соловецкий монастырь. Мурманский берег. Новая земля. Печора, Изд. Т-ва Архангельско-Мурманского пароходства, Санкт-Петербург, 1898, 146 с., [w:] )